# Малиновка (Чистоозерний район)
Малиновка (рос. Малиновкв) — селище у Чистоозерному районі Новосибірської області Російської Федерації.
Входить до складу муніципального утворення Романовська сільрада. Населення становить 74 особи (2010).

## Історія
Згідно із законом від 2 червня 2004 року органом місцевого самоврядування є Романовська сільрада.

## Населення
| 2002 | 2007 | 2010 |
| ---- | ---- | ---- |
| 157  | ↘108 | ↘74  |